# Neryzopam
Neryzopam, nerisopam (farm. nerisopamum) – organiczny związek chemiczny, pochodna 2,3-benzodiazepiny. 
Spośród wielu benzodiazepin wyróżnia się silnym działaniem przeciwlękowym oraz słabym działaniem neuroleptycznym. W zasadzie pozbawiony jest innych właściwości typowych dla większości benzodiazepin, między innymi nie ma działania uspokajającego, nasennego, miorelakacyjnego i przeciwdrgawkowego. Neryzopam nie został wprowadzony do lecznictwa a badań klinicznych zaprzestano.